# Paraconsors cooperi
Paraconsors cooperi är en tvåvingeart som beskrevs av Hall och Neal L. Evenhuis 1987. Paraconsors cooperi ingår i släktet Paraconsors och familjen svävflugor. Inga underarter finns listade i Catalogue of Life.